# Louis Blanchenay
Louis Blanchenay (Vevey, 2 maggio 1801 – Vevey, 30 ottobre 1881) è stato un avvocato e politico svizzero.

## Biografia
Figlio di Antoine Blanchenay, frequentò le scuole a Vevey e l'Accademia di Ginevra, specializzandosi in filosofia. Divenne avvocato della Corte di appello nel 1828, poi ispettore forestale del secondo circondario dal 1837 al 1839. Rimase celibe per tutta la vita. Nel 1838 era tenente colonnello di fanteria. Partecipò alla costituzione della Banca cantonale di Vaud della quale accettò, fin dal momento della fondazione nel 1845, la presidenza del comitato superiore, poi del consiglio generale e del comitato di vigilanza. Fu anche presidente delle miniere e saline di Bex dal 1840 al 1845.
Membro del neocostituito partito radicale vodese, fece parte del Gran Consiglio nel 1839. Nello stesso anno venne eletto nel Consiglio di Stato, dove, di fronte al dominio dei liberali, si oppose con Henri Druey alla maggioranza del governo, fervente sostenitrice del federalismo. Con Druey difese l'idea di espellere i gesuiti dal territorio della Confederazione.
Nel febbraio 1845 partecipò attivamente alla rivoluzione vodese sostenendo incondizionatamente la causa di Druey, di cui fu il luogotenente. Entrò a far parte del governo provvisorio e venne nominato Consigliere di Stato fino al 1861, assumendo a turno, secondo il sistema dell'epoca, la direzione di tutti i Dipartimenti. All'interno del partito radicale si situava piuttosto nell'ala sinistra e si dichiarò favorevole - in nome di un ideale di uguaglianza - all'introduzione di un'imposta progressiva sul reddito. Per quanto attiene alle ferrovie, fu sostenitore dell'interventismo statale e propose al cantone di farsi promotore della costruzione delle stesse. Dal 1848 al 1860 sedette in Consiglio nazionale dove si distinse soprattutto per i suoi interventi in materia ferroviaria. Di fronte alla crescente ostilità delle zone rurali e conservatrici agli ideali del 1845, abbandonò il governo cantonale e dal 1861 al 1873 assunse la direzione delle dogane a Losanna.